# Budowlany element konstrukcyjny

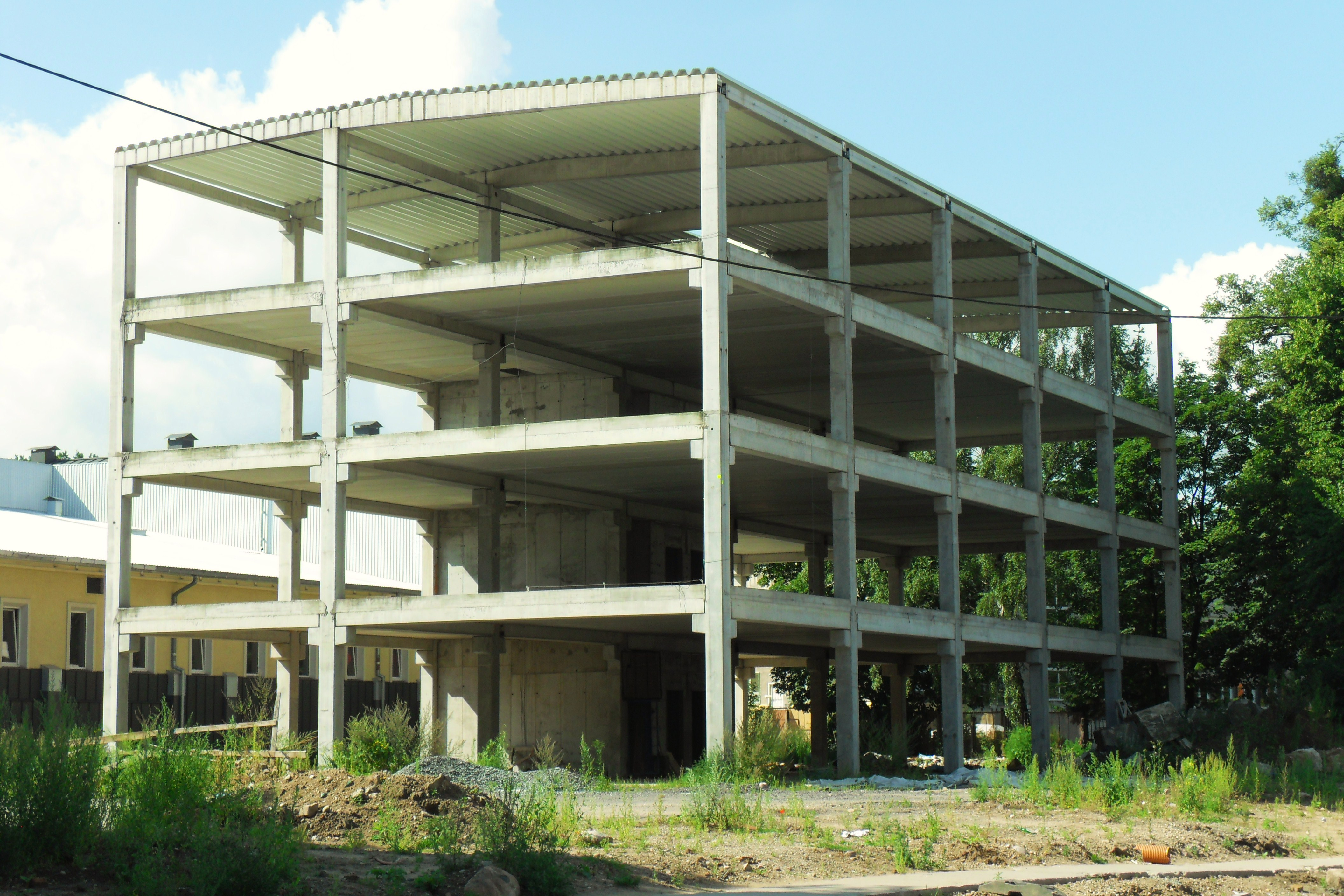
Budowlane elementy konstrukcyjne

Budowlany element konstrukcyjny – część składowa obiektu budowlanego, która spełnia zadania konstrukcyjne. Nie wszystkie elementy budowlane są elementami konstrukcyjnymi (np. ściana działowa takim elementem nie jest).
Podział elementów konstrukcyjnych:
- przegrody budowlane poziome 
  - płyta fundamentowa
  - strop
  - dach
  - stropodach
  - płyta balkonowa
  - płyta spocznikowa
- przegrody budowlane pionowe
  - fundament
  - ściany nośne
  - ściany samonośne
- inne elementy konstrukcyjne
  - podpora
  - belka
  - słup
  - podciąg
  - rygiel
  - wspornik
  - łuk
  - krata
  - rama

Wszystkie elementy konstrukcyjne budynku, po ich zestawieniu, tworzą pewną całość, nazywaną konstrukcją budowlaną lub ustrojem budowlanym. Każdy element konstrukcyjny tego ustroju podlega działaniom różnych sił np. strop opierający się na ścianie obciąża ją "przekazując" jej swój ciężar wraz z tzw. obciążeniem użytkowym. O ścianie mówi się, że "pracuje na obciążenie ze stropu". Elementy konstrukcyjne są wymiarowane na określone obciążenia. Funkcja konkretnego elementu może się zmieniać w zależności od tego jakiej zmianie ulegają działające na niego obciążenia. Funkcjonowanie elementu w ustroju budowlanym nazywa się zazwyczaj pracą tego elementu.
W przypadku, gdy ustrój budowlany złożony jest z samych elementów prętowych tworzy on ramę, ruszt bądź też kratownicę.